# Big Glace Bay (zatoka)
Big Glace Bay (do 5 września 1974 Glace Bay) – zatoka (ang. bay) Zatoki Świętego Wawrzyńca w kanadyjskiej prowincji Nowa Szkocja, w hrabstwie Cape Breton; nazwa Glace Bay urzędowo zatwierdzona 5 kwietnia 1938 (potwierdzona 5 listopada 1953).